# Ptychoptera japonica
Ptychoptera japonica är en tvåvingeart som beskrevs av Alexander 1913. Ptychoptera japonica ingår i släktet Ptychoptera och familjen glansmyggor. Inga underarter finns listade i Catalogue of Life.